# Afif
Afif (arab. عفيف) – miasto w centrum Arabii Saudyjskiej, w regionie Nadżd. Znajduje się w połowie drogi pomiędzy miastami Rijad i Mekka. Według spisu ludności z 2010 roku liczyło 45 525 mieszkańców.